# Rhytidoponera tasmaniensis
Rhytidoponera tasmaniensis é uma espécie de formiga do gênero Rhytidoponera.